# Нюрнберзький процес
Ню́рнберзький проце́с (англ. Nuremberg trial, нім. Nürnberger Prozess, фр. Procès de Nuremberg) — міжнародний судовий процес, який проводився альянтами проти представників Третього Рейху за підготовку та здійснення вторгнень в інші країни та інші злочини під час Другої світової війни.
Між 1939 і 1945 роками нацистська Німеччина захопила багато країн Європи, у результаті спричинила 27 мільйонів смертей лише в Радянському Союзі. Пропозиції щодо того, як покарати переможених нацистських лідерів, варіювалися від показового суду (Радянський Союз) до розстрілів без судочинства (Велика Британія). У 1945 році Велика Британія, Радянський Союз, Сполучені Штати та Франція домовилися скликати в Нюрнберзі спільний суд, юридичним документом якого стала Нюрнберзька хартія. У період із 20 листопада 1945 року до 1 жовтня 1946 року Міжнародний воєнний трибунал (МВТ) судив 21 найважливішого з живих керівників нацистської Німеччини в політичній, військовій та економічній сферах, а також шість німецьких організацій. Метою процесу було не лише засудити підсудних, а й зібрати незаперечні докази злочинів нацистів, подати урок історії переможеним німцям та делегітимізувати традиційну німецьку еліту.
В свій захист, підсудні заперечували свою провину до скоєння масових воєнних злочинів: вони намагались довести, що армії та уряд країн антигітлерівської коаліції поводили себе аналогічним чином, і що повну відповідальність за всі злочини, санкціоновані владою Рейху, несли Адольф Гітлер, Генріх Гіммлер та Райнгард Гейдріх, які на той момент уже були мертвими. Пудсудні також стверджували, що не були повністю проінформовані або абсолютно не знали про злочини та про їхні маштаби. Більшості підсудних також висунули звинувачення у військових злочинах, злочини проти людства та систематичні вбивства мільйонів євреїв під час Голокосту. США провели ще дванадцять судових процесів проти злочинців нижчого рівня, що фокусувався більше на Голокості.

## Передісторія
Між 1939 і 1945 роками, нацистська Німеччина вторглася в багато європейських країн: Польщу, Данію, Норвегію, Нідерланди, Бельгію, Люксембург, Францію, Югославію, Грецію та Радянський Союз. Німецька агресія супроводжувалася величезною жорстокістю на окупованих територіях, втрати війни тільки в Радянському Союзі включали 27 мільйонів загиблих, здебільшого цивільних, яка була сьомою частиною довоєнного населення. Правова розплата ґрунтувалася на надзвичайній природі нацистської злочинності, зокрема усвідомлена особливість систематичного вбивства мільйонів євреїв.

## Організація трибуналу
Домовленість про створення Міжнародного воєнного трибуналу і його статуту були опрацьовані СРСР, США, Великою Британією та Францією в ході лондонської конференції 26 червня — 8 серпня 1945. Спільно розроблений документ відобразив позицію всіх 23 країн-учасниць конференції, принципи статуту затверджені Генеральною Асамблеєю ООН.
29 серпня опубліковано перший список головних воєнних злочинців — 24 нацистських політиків, військових, ідеологів нацизму.

### Список підсудних
Первинний список було сформовано у такому вигляді:
1. Герман Герінг (нім. Hermann Wilhelm Göring), рейхсмаршал, головнокомандувач військово-повітряними силами Німеччини
2. Рудольф Гесс (нім. Rudolf Heß), заступник Гітлера по керівництву Націонал-соціалістичної німецької робітничої партії.
3. Йоахім фон Ріббентроп[джерело?] (нім. Ullrich Friedrich Willy Joachim von Ribbentrop), міністр іноземних справ нацистської Німеччини.
4. Вільгельм Кейтель (нім. Wilhelm Keitel), начальник штабу Верховного головнокомандування військовими силами Німеччини.
5. Роберт Лей (нім. Robert Ley), голова Трудового фронту.
6. Ернст Кальтенбруннер (нім. Ernst Kaltenbrunner), керівник РСХА.
7. Альфред Розенберг (нім. Alfred Rosenberg), один з головних ідеологів нацизму, рейхсміністр у справах Східних територій.
8. Ганс Франк (нім. Dr. Hans Frank), голова окупованої Польщі.
9. Вільгельм Фрік (нім. Wilhelm Frick), міністр внутрішніх справ Рейху.
10. Юліус Штрайхер (нім. Julius Streicher), гауляйтер, головний редактор газети «Штурмовик» (нім. Der Stürmer — Дер Штюрмер).
11. Вальтер Функ (нім. Walther Funk), міністр економіки після Шахта.
12. Ялмар Шахт (нім. Hjalmar Schacht), імперський міністр економіки перед війною.
13. Густав Крупп (нім. Gustav Krupp von Bohlen und Halbach), голова концерну «Фрідріх Крупп».
14. Карл Деніц (нім. Karl Dönitz), грос-адмірал флоту Третього Рейху, головнокомандувач військово-морського флоту Німеччини, після смерті Гітлера і згідно з його заповітом — президент Німеччини.
15. Еріх Редер (нім. Erich Raeder), головнокомандувач ВМФ.
16. Бальдур фон Ширах (нім. Baldur Benedikt von Schirach), голова Гітлерюгенду, гауляйтер Відня.
17. Фріц Заукель (нім. Fritz Sauckel), керівник трудових депортацій у Рейх з окупованих територій.
18. Альфред Йодль (нім. Alfred Jodl), начальник штабу оперативного керівництва.
19. Мартін Борман (нім. Martin Bormann), голова партійної канцелярії, звинувачувався заочно.
20. Франц фон Папен (нім. Franz Joseph Hermann Michael Maria von Papen), канцлер Німеччини до Гітлера, посол в Австрії та Туреччині.
21. Артур Зейсс-Інкварт (нім. Dr. Arthur Seyß-Inquart), канцлер Австрії, згодом імперський комісар окупованої Голландії.
22. Альберт Шпеер (нім. Albert Speer), імперський міністр озброєнь.
23. Константін фон Нойрат (нім. Konstantin Freiherr von Neurath), в перші роки правління Гітлера міністр іноземних справ, потім намісник в протектораті Богемії і Моравії (Чехія).
24. Ганс Фріче (нім. Hans Fritzsche), керівник відділу друку і радіо у міністерстві пропаганди.

18 жовтня 1945 обвинувальний висновок було вручено Міжнародному воєнному трибуналу і через його секретаріат передано кожному обвинуваченому.
Ще до початку судового процесу 25 листопада 1945 в камері наклав на себе руки голова Трудового фронту Роберт Лей. Густава Круппа визнано невиліковно хворим, і справу щодо нього припинено до суду.
Інші обвинувачені постали перед судом.

## Хід процесу

Герінг та Гесс під час судових слухань

Згідно з Лондонською угодою Міжнародний воєнний трибунал сформований на паритетних засадах з представників чотирьох держав.

### Члени трибуналу
- від СРСР: заступник голови Верховного Суду СРСР генерал-майор юстиції Іона Нікітченко.
- від США: колишній генеральний прокурор США Френсіс Біддл.
- від Великої Британії: головний суддя, лорд Джеффрі Лоуренс.
- від Франції: професор кримінального права Доннедьє де Вабр.

Кожна з 4-х країн скерувала на процес своїх головних обвинувачувачів, їхніх заступників та помічників:
- від СРСР: генеральний прокурор УРСР Роман Руденко.
- від США: суддя Верховного суду США Роберт Джексон.
- від Великої Британії: Хартлі Шоукрос
- від Франції: Франсуа де Ментон, який у перші дні процесу був відсутній і його заміняв Шарль Дюбост, а потім замість Ментона був призначений Шампентьє де Ріб.

Всього проведено 216 судових слухань. Головував представник Великої Британії Джеффрі Лоуренс. Була представлена низка доказів, серед них вперше — так звані «секретні протоколи» до пакту Молотова — Ріббентропа.
Внаслідок післявоєнного загострення відносин між СРСР та Заходом процес протікав напружено. Дії очільників країн Заходу тлумачилися підсудними на свою користь і створювали ілюзію можливого розвалу процесу.

## Звинувачення
1. Плани нацистської партії:
  - Використання нацистського контролю для агресії проти іноземних держав.
  - Агресивні дії проти Австрії і Чехословаччини.
  - Напад на Польщу.
  - Агресивна війна проти всього світу (1939—1941).
  - Вторгнення Німеччини на територію СРСР
  - Агресивна війна проти США.
2. Злочини проти миру:
  - «Всі звинувачувані та різні інші особи протягом ряду років до 8 травня 1945 року брали участь у плануванні, підготовці, розв'язанні та веденні агресивних воєн, які також були війнами, що порушують міжнародні договори, угоди та зобов'язання».
3. Воєнні злочини:
  - Вбивства і жорстоке поводження з цивільним населенням на окупованих територіях і у відкритому морі.
  - Вивезення цивільного населення з окупованих територій у рабство та для інших цілей.
  - Вбивства та жорстоке поводження з військовополоненими та військовослужбовцями країн, з якими Німеччина перебувала в стані війни, а також з особами, що знаходилися в плаванні у відкритому морі.
  - Безцільне руйнування великих і малих міст і сіл, спустошення, не виправдані воєнною необхідністю.
  - Германізація окупованих територій.
4. Злочини проти людяності:
  - Звинувачувані проводили політику переслідування, репресій та знищення ворогів нацизму. Нацисти кидали в тюрми людей без судового процесу, переслідували їх, принижували, перетворювали на рабів, піддавали тортурам, вбивали їх.

## Вирок
Міжнародний воєнний трибунал засудив:
- До смертної кари через повішення: Герінга, Ріббентропа, Кейтеля, Кальтенбруннера, Розенберга, Франка, Фріка, Штрайхера, Заукеля, Зейсс-Інкварта, Бормана (заочно), Йодля.
- До довічного ув'язнення: Гесса, Функа, Редера.
- До 20 років тюремного ув'язнення: Шираха, Шпеера.
- До 15 років тюремного ув'язнення: Нейрата.
- До 10 років тюремного ув'язнення: Дьониця.
- Виправдані: Фріче, Папен, Шахт.

Йодля було посмертно повністю виправдано, але під тиском громадськості виправдання було скасоване.
Трибунал визнав організації СС, СД, СА, Гестапо такими, що мають за мету злочинну діяльність. Членів цих організацій, які усвідомлювали злочинність дій (та певними іншими ознаками), а також керівний склад нацистської партії визнано злочинцями.
Ряд засуджених подали прохання: Герінг, Гесс, Ріббентроп, Заукель, Йодль, Кейтель, Зейсс-Інкварт, Функ, Деніц і Нейрат — про помилування; Редер — про заміну пожиттєвого ув'язнення на смертний вирок; Герінг, Йодль і Кейтель — про заміну повішання на розстріл, якщо прохання про помилування не задовольнять. Всі ці клопотання були відхилені.
Страти відбулися в ніч на 16 жовтня 1946 у будинку Нюрнберзької в'язниці. Герінг отруївся незадовго до страти.
Суди над воєнними злочинцями меншої величини продовжувалися у Нюрнберзі аж до 1950-х.

## Музей
Сьогодні зал засідань («Зал 600»), де проходили нюрнберзькі процеси, є звичайним робочим приміщенням нюрнберзького земельного суду (адреса: Bärenschanzstraße 72, Nürnberg). Однак у вихідні у ньому проводяться екскурсії (з 13 до 16 годин). Крім того, у документаційному центрі історії нацистських з'їздів у Нюрнберзі є спеціальна експозиція, присвячена нюрнберзьким процесам.

## Пов'язані події
- В ході процесу за нез'ясованих обставин загинув прокурор Зоря Микола Дмитрович.